# 38 Geminorum
38 Geminorum (e Geminorum) é uma estrela na direção da Gemini. Possui uma ascensão reta de 06h 54m 38.59s e uma declinação de +13° 10′ 40.9″. Sua magnitude aparente é igual a 4.73. Considerando sua distância de 91 anos-luz em relação à Terra, sua magnitude absoluta é igual a 2.50. Pertence à classe espectral F0Vp.